# Попов, Василий Иванович (Герой Советского Союза)
Васи́лий Ива́нович Попо́в (1925 — 1955) — советский военнослужащий. Участник Великой Отечественной войны. Герой Советского Союза (1945). Гвардии сержант.

## Биография

### Ранние годы
Василий Иванович Попов родился в 1925 году в деревне Плёсы Богородицкого уезда Тульской губернии РСФСР СССР (ныне деревня Тёпло-Огарёвского района Тульской области Российской Федерации) в крестьянской семье. Русский. Образование 7 классов. До призыва на военную службу работал в колхозе помощником машиниста молотилки и трактористом.

### В годы Великой Отечественной войны
В ряды Рабоче-крестьянской Красной Армии В. И. Попов был призван Тёпло-Огарёвским районным военкоматом Тульской области 1 января 1943 года. В боях с немецко-фашистскими захватчиками младший сержант А. И. Попов с марта 1943 года на Западном фронте в составе 17-го гвардейского стрелкового полка 5-й гвардейской стрелковой дивизии 33-й армии. Боевое крещение В. И. Попов принял в оборонительных боях на реке Угре в Смоленской области. В мае 1943 года 5-я гвардейская стрелковая дивизия была переброшена на Курскую дугу и вошла в состав 13-й армии Центрального фронта. Василий Иванович участвовал в оборонительной фазе Курской битвы на северном фасе Курской дуги в районе Понырей. В июле 1943 года в самом начале Орловской наступательной операции 5-я гвардейская дивизия была передана 11-й гвардейской армии Западного фронта. С 30 июля 1943 года армия действовала в составе Брянского фронта. В сентябре-начале октября 1943 года В. И. Попов принимал участие в Брянской операции. В декабре 1943 года на 1-м Прибалтийском фронте в ходе Городокской операции он принимал участие в освобождении Городка. По окончании Витебской наступательной операции 22 апреля 1944 года 11-я гвардейская армия выведена в резерв Ставки Верховного Главнокомандования и после доукомплектования включена в состав 3-го Белорусского фронта. Гвардии сержант В. И. Попов особо отличился в ходе Белорусской стратегической операции, в рамках которой войска 3-го Белорусского фронта провели Витебско-Оршанскую, Минскую, Вильнюсскую и Каунасскую операции.
За период наступления в Белоруссии и Литве командир стрелкового отделения гвардии сержант В. И. Попов продемонстрировал умелое руководство подразделением и личную храбрость. При прорыве вражеской обороны на оршанском направлении 24 июня 1944 года наступление 17-го гвардейского полка было остановлено яростным пулемётным огнём, который противник вёл из ДЗОТа, расположенного на господствующей высоте. В. И. Попов со своим отделением проделал проходы через три линии колючей проволоки, и подобравшись к огневой точке, забросал её гранатами. Четыре немецких солдата, вооружённые двумя ручными пулемётами, были взяты в плен. В ходе дальнейшего наступления отделение гвардии сержанта Попова, действуя в разведке, в ржаном поле у деревни Якимово Оршанского района Витебской области обнаружило немецкую засаду и ликвидировало её. Затем вступило в перестрелку с засевшими в деревне немцами, чем отвлекло их внимание на себя. В это время стрелковая рота 17-го гвардейского полка атаковала деревню с другой стороны, что явилось полной неожиданностью для противника. В результате населённый пункт был взят практически без потерь. До 30 солдат вермахта были взяты в плен.
В ходе Минской операции 5-я гвардейская стрелковая дивизия вела наступление вдоль Минского шоссе. В боях за город Борисов отделение В. И. Попова вновь действовало в авангарде своего полка. Командир батальона поставил перед бойцами задачу произвести разведку берегов реки Березины и навести переправу из подручных средств. Однако при выполнении боевой задачи отделение Попова было обнаружено немцами. Противник попытался окружить отделение и взять в плен, но гвардии сержант Попов с тремя бойцам прикрыл своих бойцов шквальным огнём и вынудил немцев перейти к обороне. В ходе дальнейшего боя группа из 12 немецких автоматчиков была полностью ликвидирована. После разгрома и окружения минской группировки противника войска 3-го Белорусского фронта 5 июля 1944 года перешли в наступление на вильнюсском направлении.

### Подвиг
В ходе Вильнюсской операции 5-я гвардейская стрелковая дивизия вела наступление из района Молодечно на Алитус. 13 июля 1944 года отделение гвардии сержанта В. И. Попова первым в полку вышло к реке Неман южнее города Алитуса. Соорудив из подручных средств плот, бойцы Попова сложили на него своё оружие и боеприпасы, и форсировав реку вплавь, заняли плацдарм на западном берегу. Отразив несколько контратак противника, отделение гвардии сержанта Попова обеспечило переправу своего батальона 17-го гвардейского стрелкового полка.
В ходе Каунасской операции Василий Иванович участвовал в освобождении города Калварии. 29 августа 1944 года 11-я гвардейская армия вышла к заранее подготовленной немецкой линии обороны на границе с Восточной Пруссией восточнее озера Виштитер, где перешла к обороне.
За образцовое выполнение боевых заданий командования на фронте борьбы с немецкими захватчиками и проявленные при этом отвагу и геройство указом Президиума Верховного Совета СССР от 24 марта 1945 года гвардии сержанту Попову Василию Ивановичу было присвоено звание Героя Советского Союза.

### В конце войны
В октябре 1944 года В. И. Попов участвовал в первой военной операции на территории нацистской Германии — Гумбиннен-Гольдапской фронтовой операции. В январе-апреле 1945 года Василий Иванович воевал в Восточной Пруссии, в рамках Восточно-Прусской стратегической наступательной операции приняв участие в Инстербургско-Кёнигсбергской и Кёнигсбергской операциях 3-го Белорусского фронта, штурме городов-крепостей Кёнигсберг и Пиллау, ликвидации Земландской группировки противника. Боевой путь он закончил 9 мая 1945 года на косе Фрише-Нерунг.

### После войны
После демобилизации В. И. Попов вернулся в деревню Плёсы. Работал в колхозе сначала трактористом, затем бригадиром тракторной бригады.
Умер 4 августа 1955 года. Похоронен на кладбище деревни Плёсы Тёпло-Огарёвского района Тульской области.

## Награды
- Медаль «Золотая Звезда» (24.03.1945)[1];
- орден Ленина (24.03.1945);
- медали, в том числе:
- медаль «За победу над Германией в Великой Отечественной войне 1941—1945 гг.» (9 мая 1945[2])
- медаль «За взятие Кёнигсберга» (9 июня 1945[3]).

## Документы
- Общедоступный электронный банк документов «Подвиг Народа в Великой Отечественной войне 1941—1945 гг.» Дата обращения: 17 ноября 2012. Архивировано из оригинала 13 марта 2012 года.

Представление к званию Героя Советского Союза и указ ПВС СССР о присвоении звания. Дата обращения: 17 ноября 2012. Архивировано 23 января 2013 года.